# 長岡統括センター
長岡統括センター（ながおかとうかつセンター）は、東日本旅客鉄道（JR東日本）新潟支社の駅・運転士・車掌を所管する組織である。
2024年3月1日に長岡営業統括センター、長岡運輸区を統合して発足。

## 所管

### 駅
- 長岡駅 - 所長所在駅
- 越後湯沢駅
- ガーラ湯沢駅
- 浦佐駅
- 燕三条駅
- 上越妙高駅
- 柏崎駅
- 十日町駅
- 吉田駅

※ 上記は直営駅（有人駅）のみ記載
- 信越本線 : 黒井駅 - 加茂駅間
- 上越線 : 土樽駅 - 宮内駅間
- 越後線 : 柏崎駅 - 巻駅間
- 弥彦線 : 全線
- 飯山線 : 足滝駅 - 越後川口駅間
- 只見線 : 大白川駅 - 小出駅間

### 乗務員
- 長岡駅構内に設置（旧長岡運輸区）
- 担当線区（運転士）
  - 信越本線：直江津駅〜新潟駅間
  - 上越線：全線
  - 只見線：只見駅〜小出駅間
- 担当線区（車掌）
  - 信越本線：直江津駅 - 新潟駅間
  - 上越線：全線
  - 越後線：全線
  - 弥彦線：吉田駅〜東三条駅間

## 歴史
- 2022年10月1日 - 長岡営業統括センター（長岡、越後湯沢、ガーラ湯沢、浦佐、燕三条、上越妙高、柏崎、十日町、吉田各駅の統合）が発足。
- 2024年3月1日 - 長岡営業統括センターに、長岡運輸区を統合し、長岡統括センター発足。長岡営業統括センター、長岡運輸区を廃止する。

| スタブアイコン | サブスタブ | この項目は、まだ閲覧者の調べものの参照としては役立たない、鉄道に関連した書きかけの項目です。この項目を加筆・訂正などしてくださる協力者を求めています（P:鉄道/PJ:鉄道）。 |